# Kurt Postl
Kurt Postl (* 13. August 1937 in Wien) ist ein ehemaliger österreichischer Radrennfahrer und nationaler Meister im Radsport.

## Sportliche Laufbahn
1956 fuhr er seine erste Österreich-Rundfahrt (er wurde 19.), 1958 wurde er Sechster. Bei seinen fünf Teilnahmen gewann er insgesamt drei Etappen. Postl gewann 1959 seine erste Staatsmeisterschaft, als er den Titelkampf im Straßenrennen gewann. Gemeinsam mit seinem Partner Ruelke wurde er auch Staatsmeister im Tandemrennen auf der Bahn. Ein Jahr später wurde er auf der Straße Doppelmeister; er gewann das Straßenrennen und auch das Mannschaftszeitfahren. Er war Teilnehmer der Olympischen Sommerspiele 1960 in Rom und kam im Einzelrennen auf dem 42. Platz ein. Im Mannschaftszeitfahren kam sein Team auf den 13. Rang. Noch im selben Jahr wurde er Berufsfahrer im italienischen Radsportteam Ignis. Er bestritt die Tour de Suisse 1961 und wurde dort als 14. klassiert. 1962 ließ er sich reamateurisieren.